# Ovezande
Ovezande is een dorp en voormalige gemeente (tot 1970) in de gemeente Borsele, in de Nederlandse provincie Zeeland. Het dorp is gelegen op het zuidelijk deel van schiereiland Zuid-Beveland, de zogenaamde "Zak van Zuid-Beveland", alwaar de omgeving voornamelijk bestaat uit kleine dorpjes, polders, dijken, welen en kreekresten. Het dorp heeft 1.190 inwoners (1 januari 2023).
Ovezande ontstond omstreeks 1324 op een door een schorrengebied omringd eiland. In 1340 werd het eiland via een dijk verbonden met een polder bij Oudelande. Lange tijd vormde deze dijk de enige verbinding tussen Ovezande en de rest van Zuid-Beveland.

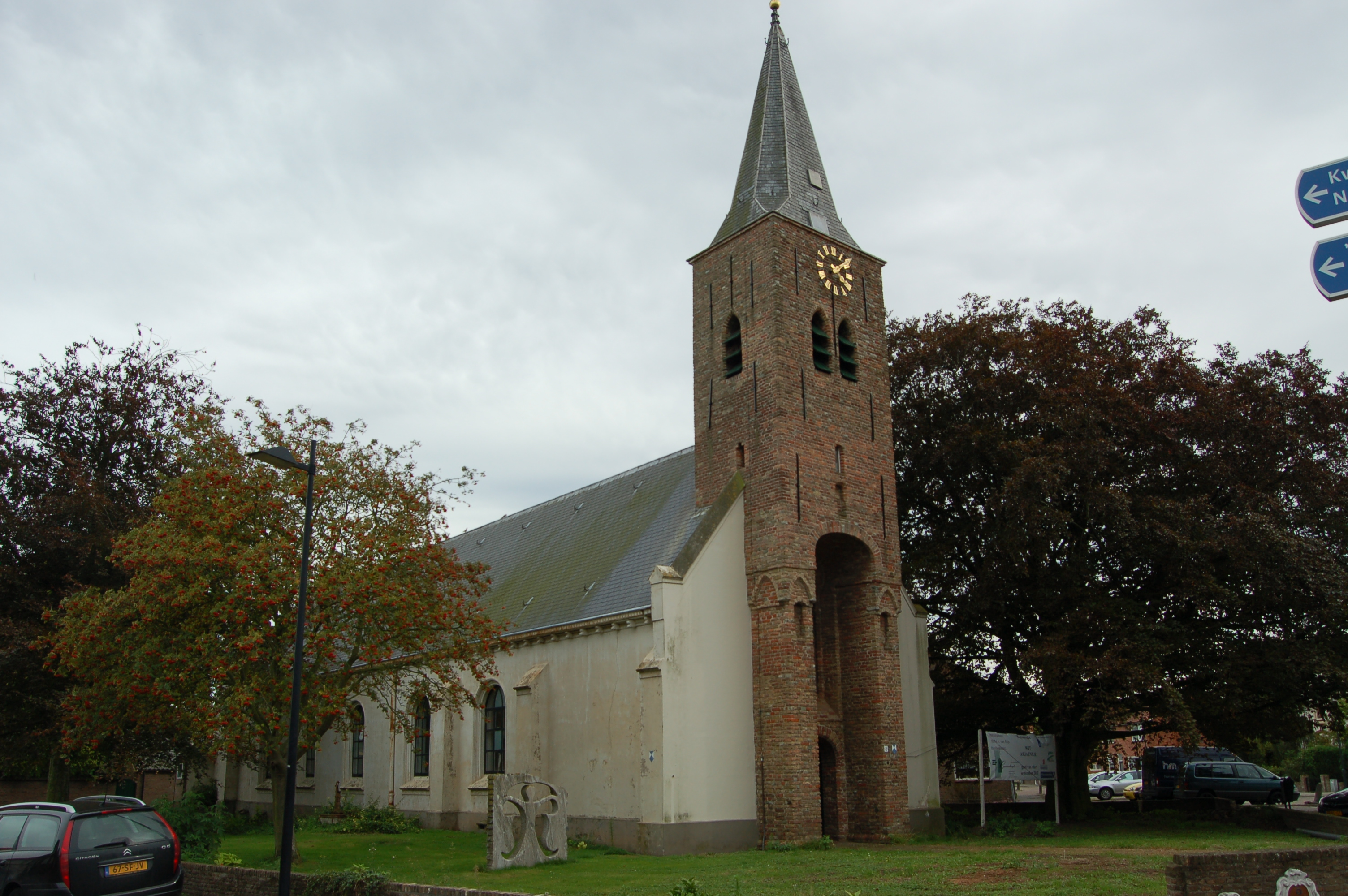
Voormalige Sint Petrus en Pauluskerk in Ovezande

Het wapen van Ovezande bestaat uit een zwarte O boven een fazant. Het verhaal wil dat hiermee de naam van het dorp wordt uitgebeeld: snel uitgesproken klinkt "O - fazant" als "Ovezande". Deze term is ontstaan omdat het dorp vroeger alleen bij laag water bereikbaar was en men over het zand moest.
Het dorp is economisch sterk afhankelijk van de omringende plaatsen Heinkenszand en Goes aangezien op het dorp zelf niet voldoende voorzieningen aanwezig zijn om in de behoefte van de inwoners te voorzien. Wel heeft het dorp een eigen supermarkt, bakker, snackbar en café. 
Het dorp trekt jaarlijks enkele duizenden bezoekers met het evenement Klomppop (driedaags popfestival met een straattheatermiddag op zondag), dat in het laatste weekend van mei wordt gehouden.
Even ten westen van het dorp staat de monumentale molen die in 2011 gerestaureerd is: korenmolen De Blazekop. Het dorp heeft een katholieke kerk. De protestantse kerk is aan de eredienst onttrokken. De kerkleden bezoeken de kerk in het naburige Driewegen. 

## Sport
- Voetbal: Ovezande beschikt over een eigen voetbalvereniging: DwO '15. DwO'15 is ontstaan uit een samenwerking tussen VV Volharding '32 uit Ovezande en SVD (voetbalclub) uit Driewegen. Er wordt dan ook gebruikgemaakt van twee accommodaties.
- Tennis: Ook tennis valt onder DwO'15. Ook dit is voortgevloeid uit een samenwerking, namelijk tussen TVO uit Ovezande en SVD uit Driewegen.
- Handboogsport: Ovezande heeft met Willem Tell een eigen handboogsportvereniging. Deze was in 2007 en in 2022 gastvrouw van het Europees kampioenschap handboogschieten.

## Geboren in Ovezande
- Henri Wijnmalen (3 september 1889), luchtvaartpionier
- Ernest Groosman (21 juli 1917), architect
- Cees Rentmeester (27 januari 1947), wielrenner
- Cees Priem (27 oktober 1950), wielrenner en ploegleider